# 5714 Krasinsky
5714 Krasinsky è un asteroide della fascia principale. Scoperto nel 1982, presenta un'orbita caratterizzata da un semiasse maggiore pari a 3,1264798 UA e da un'eccentricità di 0,2036674, inclinata di 1,08023° rispetto all'eclittica.